# Armando Riveiro
Armando Riveiro de Aguilar Malda, czyli po prostu Armando (ur. 16 stycznia 1971 w Sopeli, miejscowości w prowincji Bizkaia) jest byłym hiszpańskim piłkarzem, który grał na pozycji bramkarza.

## Kariera klubowa
Po spędzeniu przygody w kilku klubach z niższych lig, przeniósł się na trzy lata do drugoligowego Deportivo Alavés. W latach 1999–2008 występował w zespole Cádiz CF, gdzie w sezonie 2004-2005 wywalczył Trofeo Zamora, co w dużej mierze pozwoliło klubowi na awans do La Liga. W sezonie 2005-2006 wziął udział w niemal wszystkich pojedynkach ligowych. Rozgrywki te zakończyły się jednak powrotem zespołu do drugiej ligi.
W styczniu 2008 roku Cádiz wypożyczył Armando do pierwszoligowego Athletic Bilbao. Miał okazję wbić się do wyjściowej jedenastki na skutek kontuzji kolana Gorki Iraizoza (sześć miesięcy rekonwalescencji). 15 marca 2008 roku, w wyjazdowym spotkaniu z Realem Betis, Armando został trafiony butelką przez fana Betisu (była to 70. minuta gry, a Bilbao prowadziło 2-1). Na ranę tuż pod okiem założono mu sześć szwów. Niedługo później RFEF (Hiszpański Związek Piłki Nożnej) przyznał trzy punkty dla Athletic na skutek wspomnianego incydentu.
Pod koniec sezonu, Armando przeniósł się do Bilbao na stałe. W międzyczasie, Irairoz wyleczył swój uraz, a Riveiro wygrał walkę o miano drugiego golkipera z Iñakim Lafuente. Zaliczył z tego powodu tylko dwa występy w tym sezonie: w przegranym 1-2 wyjazdowym meczu z Sevillą FC (28 lutego 2009 - trener Joaquín Caparrós dał odpocząć podstawowym zawodnikom na rewanżowy pojedynek półfinału Copa del Rey z Sevillą; w wygranym 1-0 spotkaniu przed własną publicznością z Realem Betis - z tych samych powodów co poprzednie starcie, tyle że gracze przygotowywali się do finału z FC Barceloną.
Armando przeszedł na piłkarską emeryturę po zakończeniu sezonu 2009-2010, w którym pojawił się na murawie trzy razy (raz w ostatniej kolejce La Liga i dwukrotnie w Pucharze Króla). 39-latek nie zakończył jednak współpracy z klubem, ponieważ został włączony do sztabu szkoleniowego Athletic Bilbao.